# 時空之門
《時空之門》是香港手機遊戲公司Madhead開發並發行的一款消磚遊戲，於2016年5月24日晚間6時在iOS和Android發布，先前曾於2016台北國際電玩展時於手機應用程式「Madhead TGS 2016」中推出試玩版。
2017年4月25日，Madhead在時空之門Facebook粉絲專頁發表貼文，宣布時空之門將於2017年5月11日起停止內容更新與儲值服務，伺服器則至少會營運至2017年12月31日。玩家亦可將在遊戲中儲值而未使用的「時空石」轉為神魔之塔當中的「魔法石」。2018年1月1日，時空之門營運團隊公告2018年2月11日23:59後將關閉伺服器，同時會於AppStore及Google Play商店下架，結束營運。

## 遊戲故事
創世神隨世界成形時誕生，世界萬物由十二創世神建構，時間之神．柯羅諾斯則建造了時空之門連接各個時空。 然而，時空互通引起各界種族間的糾紛，部份妖族入侵其他界別引發戰爭。創世神決定封印時空之門，分隔各時空和種族， 記憶女神．繆妮摩西妮將刪除各族有關時空穿梭的記憶，重建各界的秩序。
一日，柯羅諾斯發現時空之門受損，時空開始交錯並產生混亂。同時記憶女神．繆妮摩西妮突然失去蹤影， 柯羅諾斯窺探時間軌跡時，發現繆妮摩西妮偷取時空之門的封印，使之崩塌...
時空之門的復修需要運用一眾創世神的力量，但創世神認為祂們不應破壞戒條，干擾時空，遂召喚潛藏一定能力的人族， 尋找修補時空之門的力量和繆妮摩西妮的蹤跡。由於需要穿越不同的時空，因此柯羅諾斯委派由沙漏化身的精靈——斯特莉絲幫助元素師尋找元素力量，以修補時空之門。

## 初期研發
《時空之門》的研發始於2014年10月，研發期間Madhead與紐西蘭遊戲開發商PikPok進行技術交流，在雙方交互授權之下，遊戲最終採用了PikPok旗下《Monsters Ate My Condo》系列遊戲的疊疊樂式消磚系統，並增添許多創新功能，帶給玩家全新體驗。

## 試玩版
遊戲試玩版在2016年1月29日於Madhead為台北國際電玩展製作的專屬活動App中首次揭露，試玩內容為連續五日每天更新一個含有四種難度的關卡供玩家挑戰，而第六日重新開放首日的關卡供玩家重新挑戰。

## 發行與營運
《時空之門》於2016年5月19日下午6時至5月23日下午10時推行不刪檔封測，只限於香港App Store及Google Play開放。封測將會測試伺服器及收集遊戲數據，正式版本推出時，所有遊戲設定會作出相應調整。
封測期間安排如下：1.只開放第1－2章主線故事關卡。2.只開放9個時空石召喚英雄系列，包括：雄霸天下、劍豪人斬、國色天香、黃昏諸神、奧林匹斯、上古妖物、潛忍之士、上古元龍、煉獄惡龍。
《時空之門》於2016年5月24日下午6時在以下地區/國家正式開放下載：香港、台灣、馬來西亞、澳門、新加坡、越南、泰國、印尼、菲律賓、澳洲、紐西蘭。上架慶祝活動於5月25日推出。
正式版本開放第1－5章主線故事關卡，並額外新增「天津神」及「墮天使」2 個時空石召喚英雄系列。
在此之後的版本，也推出了「圓桌騎士」、「命運之輪」、「星耀新娘」、「顱骨家族」等系列。
2018年2月11日，時空之門結束營運。

## 版本資料
| 版本 | 改版名稱         | 更新日期       |
| ---- | ---------------- | -------------- |
| 1.0  | 首個正式營運版本 | 2016年5月24日  |
| 1.10 | 謀反者的計劃     | 2016年6月29日  |
| 1.20 | 不渝之誓約       | 2016年7月27日  |
| 1.30 | 暗世界的秩序     | 2016年8月31日  |
| 1.40 | 天怒的咆哮       | 2016年10月19日 |
| 2.0  | 鐵幕之七罪       | 2016年11月7日  |
| 2.1  | (無改版名稱)     | 2016年12月7日  |
| 2.12 | 童幻之旅         | 2017年1月16日  |

## 商業代言與合作活動
2016年台北國際電玩展，Madhead攤位請來貝莉莓cosplay《時空之門》虞美人。2016年7月，藝人陳妍希代言《時空之門》。

## 外部連結
- 《時空之門》官方網站[]
- 時空之門的Facebook專頁
- YouTube上的時空之門頻道[]